# Giraldo de Merlo

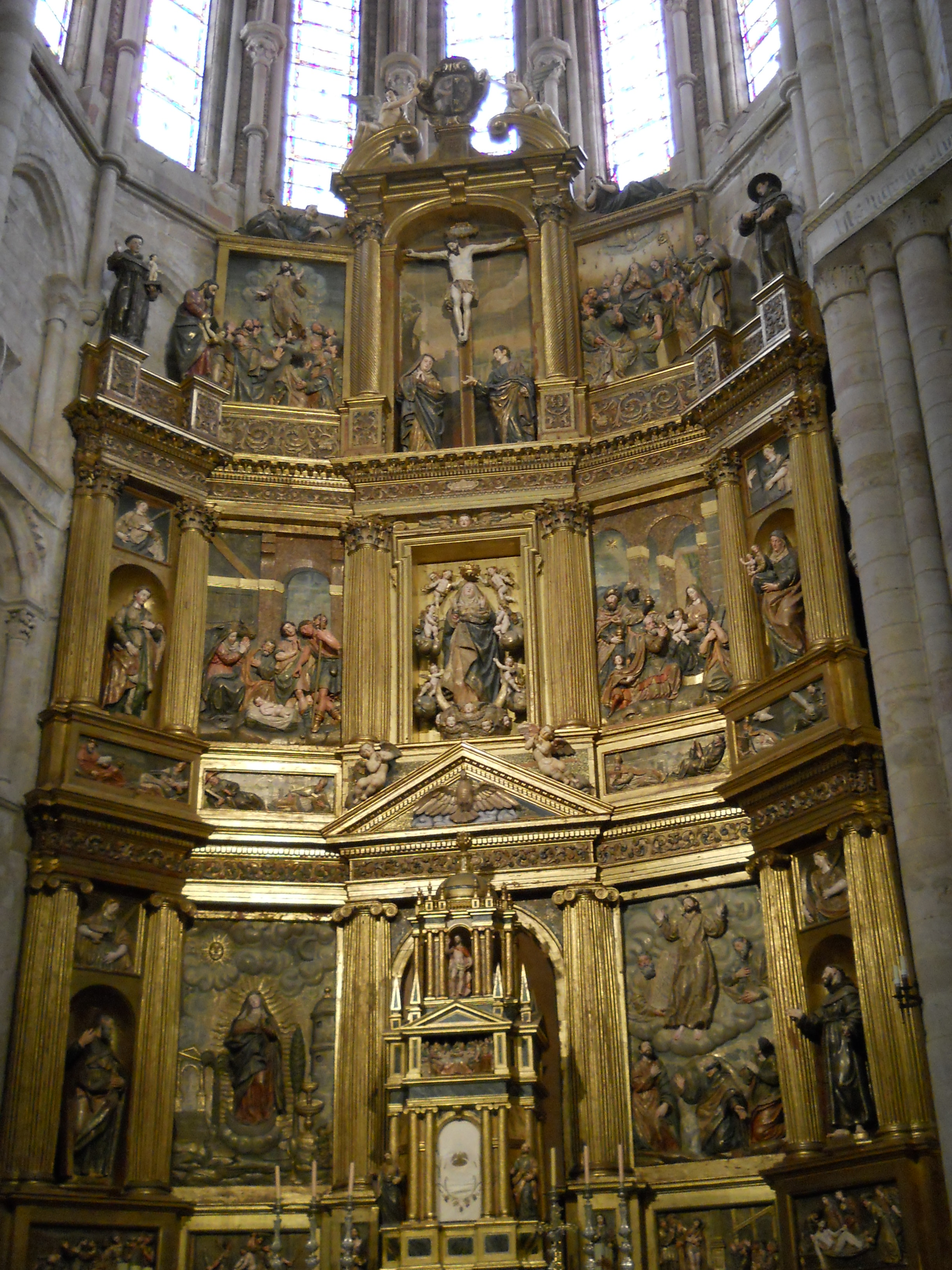
Retablo Mayor. Catedral de Siguenza

Giraldo de Merlo (Flandes, 1574 - Toledo, 1620) fue un escultor en la transición del Renacimiento al Barroco español. Realizó esculturas de mármol para las Carmelitas de Ávila, los retablos mayores de las catedrales de Ciudad Real y Sigüenza, varias esculturas en Toledo y el retablo mayor de la Basílica de Guadalupe en la provincia de Cáceres.